# 1190
Il 1190 (MCXC in numeri romani) è un anno  del XII secolo.

## Eventi
- Filippo Augusto re di Francia ordina la costruzione di una roccaforte a Parigi. Prima versione di quello che diventerà famoso come Louvre.
- 1º marzo: i crociati tedeschi guidati da Federico Barbarossa lasciano Adrianopoli, dopo essersi fermati per ben quattordici settimane, e raggiungono Gallipoli il 22 dello stesso mese.
- 18 maggio: l'esercito tedesco sbaraglia i turchi presso Konya (Battaglia di Iconio); tuttavia, pochi giorni dopo, il 10 giugno, Federico Barbarossa muore annegato nel fiume Saleph. Giunto ad Antiochia l'esercito crociato si disperde.
- 4 luglio: i Crociati partono agli ordini di Riccardo Cuor di Leone (da Marsiglia) e di Filippo Augusto (da Genova).
- In autunno Riccardo Cuor di Leone e Filippo Augusto sostano lungamente a Messina: la conflittualità tra i due re si rianima per avere Riccardo rotto il fidanzamento con Adele di Francia, sorellastra di Filippo, ed essersi legato a Berengaria di Navarra.
- 4 ottobre: Riccardo prende la città di Messina, ottenendo la liberazione della sorella Giovanna, vedova del re di Sicilia Guglielmo II, tenuta prigioniera da Tancredi.
- 11 novembre: A Messina i re Tancredi di Sicilia e Riccardo I d'Inghilterra firmano un trattato con il quale il secondo si impegna, fino al termine del suo soggiorno sull'isola ed in cambio di una notevole somma di denaro, ad aiutare il Regno di Sicilia in caso di aggressione.
- 24 novembre: Isabella, regina di Gerusalemme, sposa Corrado del Monferrato.

## Nati
- 9 marzo - Pedro González, religioso spagnolo († 1246)
- Abril Perez de Lumiares, politico e poeta portoghese († 1245)
- Alberto di Stade, letterato e abate tedesco († 1261)
- Teodora Angelina, nobile bizantina († 1246)
- Andrea Bonello, giurista italiano († 1275)
- Giovanni Cantacuzeno, nobile, militare e funzionario bizantino († 1257)
- Eudes de Châteauroux, cardinale e vescovo cattolico francese († 1273)
- Giordano di Sassonia, religioso tedesco († 1237)
- Giovanni di Mailly, religioso francese
- Giovanni da Salerno, religioso italiano († 1242)
- Giovanni d'Auxonne, conte († 1267)
- Guglielmo il Maresciallo, II conte di Pembroke, nobile britannico († 1231)
- Maria di Brabante, regina tedesca († 1260)
- Martino del Cassero, giurista e notaio italiano († 1272)
- Luca Savelli, politico italiano († 1266)
- Gertrude de Dabo, francese († 1225)
- Ferdinando d'Aragona, principe († 1249)
- Kayqubad I, sultano († 1237)

## Morti
- 18 febbraio - Ottone II di Meißen, nobile tedesco (n. 1125)
- 23 marzo - Saigyō, poeta giapponese (n. 1118)
- 6 maggio - Friedrich von Hausen, poeta tedesco
- 10 giugno - Federico Barbarossa, sovrano tedesco (n. 1122)
- 14 giugno - Enrico I di Tirolo, nobile
- 1º agosto - Fiorenzo III d'Olanda, conte
- 10 agosto - Goffredo III di Lovanio, duca (n. 1142)
- 16 agosto - Dedi III di Lusazia, nobile tedesco
- 31 agosto - Robert de Beaumont, III conte di Leicester, nobile inglese
- 13 settembre - Ermanno IV di Baden, nobile tedesco (n. 1135)
- 20 settembre - Adelog, vescovo cattolico tedesco
- 16 ottobre - Ludovico III di Turingia, nobile tedesco
- 19 novembre - Baldovino di Exeter, abate e arcivescovo cattolico britannico
- 20 novembre - Cipriano di Calamizzi, abate e religioso italiano
- Anwari, poeta e astrologo persiano
- Berta di Putelendorf, nobile sassone
- Giovanni Cinnamo, storico bizantino (n. 1145)
- Elia III, vescovo cristiano orientale siro
- Enrico I di Bar, nobile
- Ranulf de Glanvill, politico britannico
- Gualtiero, arcivescovo cattolico italiano
- Isabella di Hainaut, regina fiamminga (n. 1170)
- Khaqani, poeta persiano
- Leonzio II di Gerusalemme, vescovo ortodosso macedone
- Maria Comnena, regina ungherese (n. 1144)
- Miroslav Zavidović
- Ruggero di Andria, nobile italiano
- Sibilla di Gerusalemme, sovrana (n. 1160)

## Calendario
| Calendario 1190 | Calendario 1190 | Calendario 1190 | Calendario 1190 | Calendario 1190 | Calendario 1190 | Calendario 1190 | Calendario 1190 | Calendario 1190 | Calendario 1190 | Calendario 1190 | Calendario 1190 | Calendario 1190 | Calendario 1190 | Calendario 1190 | Calendario 1190 | Calendario 1190 | Calendario 1190 | Calendario 1190 | Calendario 1190 | Calendario 1190 | Calendario 1190 | Calendario 1190 | Calendario 1190 | Calendario 1190 | Calendario 1190 | Calendario 1190 | Calendario 1190 | Calendario 1190 | Calendario 1190 | Calendario 1190 | Calendario 1190 | Calendario 1190 |
| --------------- | --------------- | --------------- | --------------- | --------------- | --------------- | --------------- | --------------- | --------------- | --------------- | --------------- | --------------- | --------------- | --------------- | --------------- | --------------- | --------------- | --------------- | --------------- | --------------- | --------------- | --------------- | --------------- | --------------- | --------------- | --------------- | --------------- | --------------- | --------------- | --------------- | --------------- | --------------- | --------------- |
|                 | 1               | 2               | 3               | 4               | 5               | 6               | 7               | 8               | 9               | 10              | 11              | 12              | 13              | 14              | 15              | 16              | 17              | 18              | 19              | 20              | 21              | 22              | 23              | 24              | 25              | 26              | 27              | 28              | 29              | 30              | 31              |                 |
| Gennaio         | Lu              | Ma              | Me              | Gi              | Ve              | Sa              | Do              | Lu              | Ma              | Me              | Gi              | Ve              | Sa              | Do              | Lu              | Ma              | Me              | Gi              | Ve              | Sa              | Do              | Lu              | Ma              | Me              | Gi              | Ve              | Sa              | Do              | Lu              | Ma              | Me              |                 |
| Febbraio        | Gi              | Ve              | Sa              | Do              | Lu              | Ma              | Me              | Gi              | Ve              | Sa              | Do              | Lu              | Ma              | Me              | Gi              | Ve              | Sa              | Do              | Lu              | Ma              | Me              | Gi              | Ve              | Sa              | Do              | Lu              | Ma              | Me              |                 |                 |                 |                 |
| Marzo           | Gi              | Ve              | Sa              | Do              | Lu              | Ma              | Me              | Gi              | Ve              | Sa              | Do              | Lu              | Ma              | Me              | Gi              | Ve              | Sa              | Do              | Lu              | Ma              | Me              | Gi              | Ve              | Sa              | Do              | Lu              | Ma              | Me              | Gi              | Ve              | Sa              |                 |
| Aprile          | Do              | Lu              | Ma              | Me              | Gi              | Ve              | Sa              | Do              | Lu              | Ma              | Me              | Gi              | Ve              | Sa              | Do              | Lu              | Ma              | Me              | Gi              | Ve              | Sa              | Do              | Lu              | Ma              | Me              | Gi              | Ve              | Sa              | Do              | Lu              |                 |                 |
| Maggio          | Ma              | Me              | Gi              | Ve              | Sa              | Do              | Lu              | Ma              | Me              | Gi              | Ve              | Sa              | Do              | Lu              | Ma              | Me              | Gi              | Ve              | Sa              | Do              | Lu              | Ma              | Me              | Gi              | Ve              | Sa              | Do              | Lu              | Ma              | Me              | Gi              |                 |
| Giugno          | Ve              | Sa              | Do              | Lu              | Ma              | Me              | Gi              | Ve              | Sa              | Do              | Lu              | Ma              | Me              | Gi              | Ve              | Sa              | Do              | Lu              | Ma              | Me              | Gi              | Ve              | Sa              | Do              | Lu              | Ma              | Me              | Gi              | Ve              | Sa              |                 |                 |
| Luglio          | Do              | Lu              | Ma              | Me              | Gi              | Ve              | Sa              | Do              | Lu              | Ma              | Me              | Gi              | Ve              | Sa              | Do              | Lu              | Ma              | Me              | Gi              | Ve              | Sa              | Do              | Lu              | Ma              | Me              | Gi              | Ve              | Sa              | Do              | Lu              | Ma              |                 |
| Agosto          | Me              | Gi              | Ve              | Sa              | Do              | Lu              | Ma              | Me              | Gi              | Ve              | Sa              | Do              | Lu              | Ma              | Me              | Gi              | Ve              | Sa              | Do              | Lu              | Ma              | Me              | Gi              | Ve              | Sa              | Do              | Lu              | Ma              | Me              | Gi              | Ve              |                 |
| Settembre       | Sa              | Do              | Lu              | Ma              | Me              | Gi              | Ve              | Sa              | Do              | Lu              | Ma              | Me              | Gi              | Ve              | Sa              | Do              | Lu              | Ma              | Me              | Gi              | Ve              | Sa              | Do              | Lu              | Ma              | Me              | Gi              | Ve              | Sa              | Do              |                 |                 |
| Ottobre         | Lu              | Ma              | Me              | Gi              | Ve              | Sa              | Do              | Lu              | Ma              | Me              | Gi              | Ve              | Sa              | Do              | Lu              | Ma              | Me              | Gi              | Ve              | Sa              | Do              | Lu              | Ma              | Me              | Gi              | Ve              | Sa              | Do              | Lu              | Ma              | Me              |                 |
| Novembre        | Gi              | Ve              | Sa              | Do              | Lu              | Ma              | Me              | Gi              | Ve              | Sa              | Do              | Lu              | Ma              | Me              | Gi              | Ve              | Sa              | Do              | Lu              | Ma              | Me              | Gi              | Ve              | Sa              | Do              | Lu              | Ma              | Me              | Gi              | Ve              |                 |                 |
| Dicembre        | Sa              | Do              | Lu              | Ma              | Me              | Gi              | Ve              | Sa              | Do              | Lu              | Ma              | Me              | Gi              | Ve              | Sa              | Do              | Lu              | Ma              | Me              | Gi              | Ve              | Sa              | Do              | Lu              | Ma              | Me              | Gi              | Ve              | Sa              | Do              | Lu              |                 |